# Смоленское наместничество
Смоленское наместничество — административно-территориальная единица Российской империи, существовавшая в 1775—1796 годах с центром в городе Смоленске.
Смоленское наместничество было образовано 23 декабря 1775 года. В его состав вошли территория упразднённой Смоленской губернии, а также часть территории Мещовского, Можайского и Серпейского уездов Московской губернии и Брянского уезда Белгородской губернии.
Первоначально наместничество было разделено на 12 уездов. При этом 5 уездов — Бельский, Вяземский, Дорогобужский, Рославльский и Смоленский — уже существовали к моменту образования наместничества, а 7 уездов — Гжатский, Ельнинский, Касплянский, Краснинский, Поречский, Рупосовский и Сычёвский — были образованы одновременно с наместничеством.
13 февраля 1777 года центр Рупосовского уезда был перенесён из Рупосова в Юхновскую подмонастырскую слободу, преобразованную при этом в город Юхнов. Центр Касплянского уезда был перенесён из Каспли в село Духовщину, также преобразованную при этом в город. Одновременно Рупосовский уезд был переименован в Юхновский, а Касплянский — в Духовщинский.
В ходе реформы административно-территориального деления 1796 года Смоленское наместничество было преобразовано в Смоленскую губернию. При этом были упразднены Духовщинский, Ельнинский и Краснинский уезды.